# Языджыоглу Али
Языджыоглу Али (осман. یازیجی اوغلى على‎, тур. Yazıcıoğlu Ali), Языджызаде Али (осман. یازیجی زاده على‎) — османский историк XV века, автор «Истории Сельджукидов».
О жизни Языджыоглу мало сведений. Считается, что он был сыном Языджы Салиха, братом Языджыоглу Мехмеда-эфенди (ум. 1451) и Языджыоглу Ахмеда Биджана (ум. после 1466). Однако никаких подтверждений этому в трудах вышеупомянутых авторов нет. По просьбе османского султана Мурада II составил «Историю Сельджукидов» («Тарих Ал-и Сельджук», «Таварих Ал-и Сельджук») в 827 или 840 году хиджры (1424 или 1436—1437 годы).
Изначально считалось, что «Истории Сельджукидов» является переводом труда Ибн Биби «Аль-Авамир аль-алаийя» на османский язык, но труд Языджыоглу оказался переделкой нескольких персидских хроник с вставками от самого автора. Всего книга состоит из четырёх частей. При написании первой части автор опирался на «Джами ат-таварих» Рашид ад-Дина, «Огуз-наме» и некоторые другие неназванные источники. Во второй части Языджыоглу использовал труд «Рахат ас-судур ва аят ас-сурур» Равенди. Наиболее объёмная третья часть включает в себя «Аль-Авамир аль-алаийя» Ибн Биби. В четвёртой части содержатся сведения о периоде правления Ильханида Газан-хана (перевод «Джами ат-таварих»), а также о Махмуде Газневи и Османе-гази (источник неизвестен).